# Aeroportul South Bimini
Aeroportul South Bimini (IATA: BIM, ICAO: MYBS) este un aeroport din Bahamas ce deservește zona Bimini. A fost numit după zona deservită.
Situat la o altitudine de 3 m, aeroportul dispune de 1 pistă.

## Infrastructură

### Piste
Aeroportul dispune de o singură pistă. Pista 09/27 are suprafața de asfalt și dimensiunile 1.655 m × 30 m. 